# Tamás Nagy
Pour les articles homonymes, voir Tamas et Nagy.
Tamás Nagy est un footballeur hongrois né le 6 juin 1976 reconverti entraineur.